# Парламентские выборы в Венгрии (2014)
Выборы в Национальное Собрание Венгрии состоялись 6 апреля 2014 года. Они стали первыми выборами после принятия новой Конституции Венгрии, вступившей в силу 1 января 2012 года. Выборы прошли по новому избирательному закону, предусматривающему единственный тур голосования и избрание 199 вместо 386 депутатов Национального Собрания Венгрии.

## Избирательная система
В 2012 году вместе с принятием новой Конституции был изменён и избирательный закон. Основные изменения:
- Один тур выборов вместо двух;
- Ограничение по явке отменено. Ранее явка должна была составить не менее 50% в первом туре и 25% — во втором.
- Количество мест парламента — 199 вместо ранее существовавших 386. Из них:
  - 106 мест распределяются по избирательным округам (ранее было 176);
  - 93 места распределяются по партийным спискам (ранее было 210 мест по региональным и партийным спискам);
- Избирательный барьер — 5% так же, как и в предыдущем законе. В случае двухпартийного списка — 10%, для трёх- и более партийных списков — 15%.
- Национальные меньшинства могут составлять свои списки и должны достичь избирательного барьера в 5% от всех голосов за меньшинства. Прочие меньшинства смогут послать в Национальное собрание представителя без права голоса.
- Граждане Венгрии, не проживающие постоянно в стране, также имеют право голосовать, но только по партийным спискам.

## Результаты
| Партия | Партия                                                            | Одномандатный список | Одномандатный список | Одномандатный список | Одномандатный список | Национальный список | Национальный список | Национальный список | Национальный список | Всего | Всего   | Всего   |
| Партия | Партия                                                            | Голоса               | %                    | +/-                  | Места                | Голоса              | %                   | +/-                 | Места               | Места | %       | +/-     |
| ------ | ----------------------------------------------------------------- | -------------------- | -------------------- | -------------------- | -------------------- | ------------------- | ------------------- | ------------------- | ------------------- | ----- | ------- | ------- |
|        | Фидес-ХДНП                                                        | 2 165 344            | 44,11 %              | ▼ 9,3 %              | 96                   | 2 264 730           | 44,87 %             | ▼ 7,9 %             | 37                  | 133   | 66,83 % | ▼ 1,0 % |
|        | Леволиберальная коалиция Összefogás во главе с Аттилой Мештерхази | 1 317 877            | 26,85 %              | ▲ 5,6 %              | 10                   | 1 290 804           | 25,57 %             | ▲ 6,3 %             | 28                  | 38    | 19,10 % | ▲ 3,8 % |
|        | «Йоббик»                                                          | 1 000 637            | 20,39 %              | ▲ 4,0 %              | 0                    | 1 020 476           | 20,22 %             | ▲ 3,6 %             | 23                  | 23    | 11,56 % | ▼ 0,6 % |
|        | «Политика может быть другой»                                      | 244 191              | 4,97 %               | ▼ 0,1 %              | 0                    | 269 413             | 5,34 %              | ▼ 2,1 %             | 5                   | 5     | 2,51 %  | ▼ 1,6 % |
| Всего  | Всего                                                             |                      | 100 %                |                      | 106                  | 5 047 310           | 100 %               |                     | 93                  | 199   | 100 %   |         |